# 稻綠蝽
稻綠蝽（学名：Nezara viridula），又名稻綠椿象、南方綠椿象，为蝽科稻綠蝽屬下的一种椿象，俗称“打屁虫”。